# Морска врана
Морската врана (Sciaena umbra) е вид риба от семейство Минокопови (Sciaenidae).

## Разпространение
Обитава плитки крайбрежни води с каменисто и пясъчно дъно на дълбочина от 5 m до 200 m. Среща се в източните части на Атлантическия океан (от Ламанша до Сенегал и Кабо Верде), както и в Средиземно, Азовско и Черно море.

## Описание
Достига дължина 60 cm и тегло до 4 kg. Тялото е сравнително късо и странично сплеснато. Устата е малка, почти хоризонтална с малки зъби. Има две гръбни перки и една анална перка. Опашката е слабо заоблена. На цвят е тъмносива до тъмнокафява. Обикновено достига възраст от 21 г.